# Grad Biograd na Moru
Grad Biograd na Moru är en stad i Kroatien.   Den ligger i länet Zadars län, i den södra delen av landet, 210 km söder om huvudstaden Zagreb.